# Умершие в марте 1999 года
Это список известных людей, соответствующих установленным критериям значимости (см. Википедия:Критерии значимости персоналий), умерших в марте 1999 года.
Причина смерти указывается лишь в исключительных случаях (убийство, самоубийство, гибель в результате военных действий, смертная казнь, ДТП или несчастные случаи). В остальных случаях — не указывается.
- 1 марта — Константин Шувалов (87) — участник Великой Отечественной войны, Герой Советского Союза.
- 2 марта — Дасти Спрингфилд (59) — английская певица.
- 3 марта — Умберто Мальоли (70) — итальянский автогонщик, пилот Формулы-1.
- 3 марта — Набиджан Минбаев (81) — участник Великой Отечественной войны, Герой Советского Союза.
- 3 марта — Герхард Херцберг (94) — канадский физик, лауреат Нобелевской премии по химии (1971).
- 4 марта — Григорий Плиев (85) — осетинский поэт, лауреат премии имени Косты Хетагурова.
- 4 марта — Гарри Блэкман (90) — член Верховного суда США (1970—1994), получивший известность благодаря делу Роу против Уэйда.
- 4 марта — Мухит Бупежанов (88) — советский государственный и партийный деятель, председатель СНХ Южно-Казахстанского экономического района (1964—1965), Герой Социалистического Труда.
- 4 марта — Герберт Генке (85) — немецкий советский писатель и поэт.
- 4 марта — Хаджи-Мурат Ибрагимбейли (75) — учёный-историк, доктор исторических наук, профессор, академик РАЕН, специалист в области советской военной истории и истории народов Кавказа.
- 5 марта — Галихан Ержанов (61) — бывший министр юстиции Республики Казахстан.
- 5 марта — Наум Краснер (75) — советский и российский математик-экономист.
- 6 марта — Эрик Вульф (76) — американский антрополог и историк-марксист австрийского происхождения.
- 6 марта — Вадим Матросов (81) — участник Великой Отечественной войны, Герой Советского Союза.
- 6 марта — Грэм Армитаж (62) — британский актёр.
- 7 марта — Стэнли Кубрик (70) — американский кинорежиссёр.
- 7 марта — Василий Марков (79) — участник Великой Отечественной войны, Герой Советского Союза.
- 8 марта — Адольфо Биой Касарес (84) — аргентинский писатель.
- 8 марта — Джо ДиМаджио (84) — американский бейсбольный игрок, один из наиболее одарённых отбивающих в бейсбольной истории; рак[1].
- 8 марта — Пегги Касс (74) — американская актриса и телеведущая; паралич сердца.
- 8 марта — Николай Грошев (77) — советский лётчик-штурмовик, участник Великой Отечественной войны, Герой Советского Союза.
- 8 марта — Андрей Лукьянец (76) — подполковник Советской Армии, участник Великой Отечественной войны, Герой Советского Союза.
- 9 марта — Тигран Айрапетян (34) — армянский политолог и журналист.
- 10 марта — Михаил Тюлькин (80) — участник Великой Отечественной войны, Герой Советского Союза.
- 11 марта — Герберт Генри Джаспер (92) — канадский нейрофизиолог.
- 12 марта — Иегуди Менухин (82) — американский скрипач и дирижёр.
- 12 марта — Виталий Катаев (73) — дирижёр, педагог. Заслуженный артист Белоруссии.
- 12 марта — Николай Лях (78) — полковник Советской Армии, участник Великой Отечественной войны, Герой Советского Союза.
- 13 марта — Александр Свободин (77) — российский театровед, театральный и художественный критик, журналист, драматург и историк.
- 13 марта — Константин Степанов (76) — участник Великой Отечественной войны, Герой Советского Союза.
- 14 марта — Николай Кузьмин (82) — советский актёр. Заслуженный артист России.
- 15 марта — Виктор Шишков (75) — участник Великой Отечественной войны, Герой Советского Союза.
- 16 марта — Сергей Романов (90) — участник Великой Отечественной войны, Герой Советского Союза.
- 16 марта — Николай Филоненко (75) — участник Великой Отечественной войны, Герой Советского Союза.
- 17 марта — Эрнест Голд (77) — американский кинокомпозитор.
- 20 марта — Зиатдин Арусланов (76) — Полный кавалер ордена Славы
- 20 марта — Игорь Владимиров (80) — советский актёр театра и кино, театральный режиссёр, Народный артист СССР (1978).
- 21 марта — Иван Ворушин (75) — Полный кавалер ордена Славы
- 22 марта — Вадим Козовой (61) — русский поэт, эссеист, переводчик и истолкователь французской поэзии XIX—XX вв.
- 23 марта — Пётр Любомиров (75) — русского и советский поэт, прозаик, очеркист, журналист.
- 23 марта — Диодор Циновский (85) — советский художник-график, карикатурист, мастер политической сатиры.
- 24 марта — Фёдор Тимонов (74) — участник Великой Отечественной войны, Герой Советского Союза.
- 24 марта — Андрей Трофимук (87) — советский и российский ученый в области геологии и разведки нефтяных и газовых месторождений.
- 24 марта — Гертруд Шольц-Клинк — лидер (рейхсфюрерин) Национал-социалистической женской организации.
- 25 марта — Вячеслав Черновол (61) — украинский политик-националист, Герой Украины (2000, посмертно).
- 27 марта — Борис Галущак (67) — директор Новосибирского приборостроительного завода в 1972—1999 годах.
- 28 марта — Филипп Бойцов (81) — участник Великой Отечественной войны, Герой Советского Союза.
- 30 марта — Игорь Нетто (69) — советский футболист, заслуженный мастер спорта СССР (1954), полузащитник команды «Спартак» (Москва) (1949—1966) и сборной СССР.
- 30 марта — Сафарали Кенджаев (57) — таджикский политический деятель, председатель Верховного Совета Таджикистана; убит.
- 31 марта — Юрий Кнорозов (76) — советский лингвист и историк, специалист по эпиграфике и этнографии, основатель советской школы майянистики.
- 31 марта — Аскар Кунаев (69) — специалист в области металлургии чёрных и цветных металлов и комплексного использования минерального сырья.